# Synagoge (Sulzbach-Rosenberg)
Die Synagoge von Sulzbach ist ein Baudenkmal in Sulzbach-Rosenberg und war bis 1930 die Synagoge der jüdischen Gemeinde von Sulzbach.

## Beschreibung

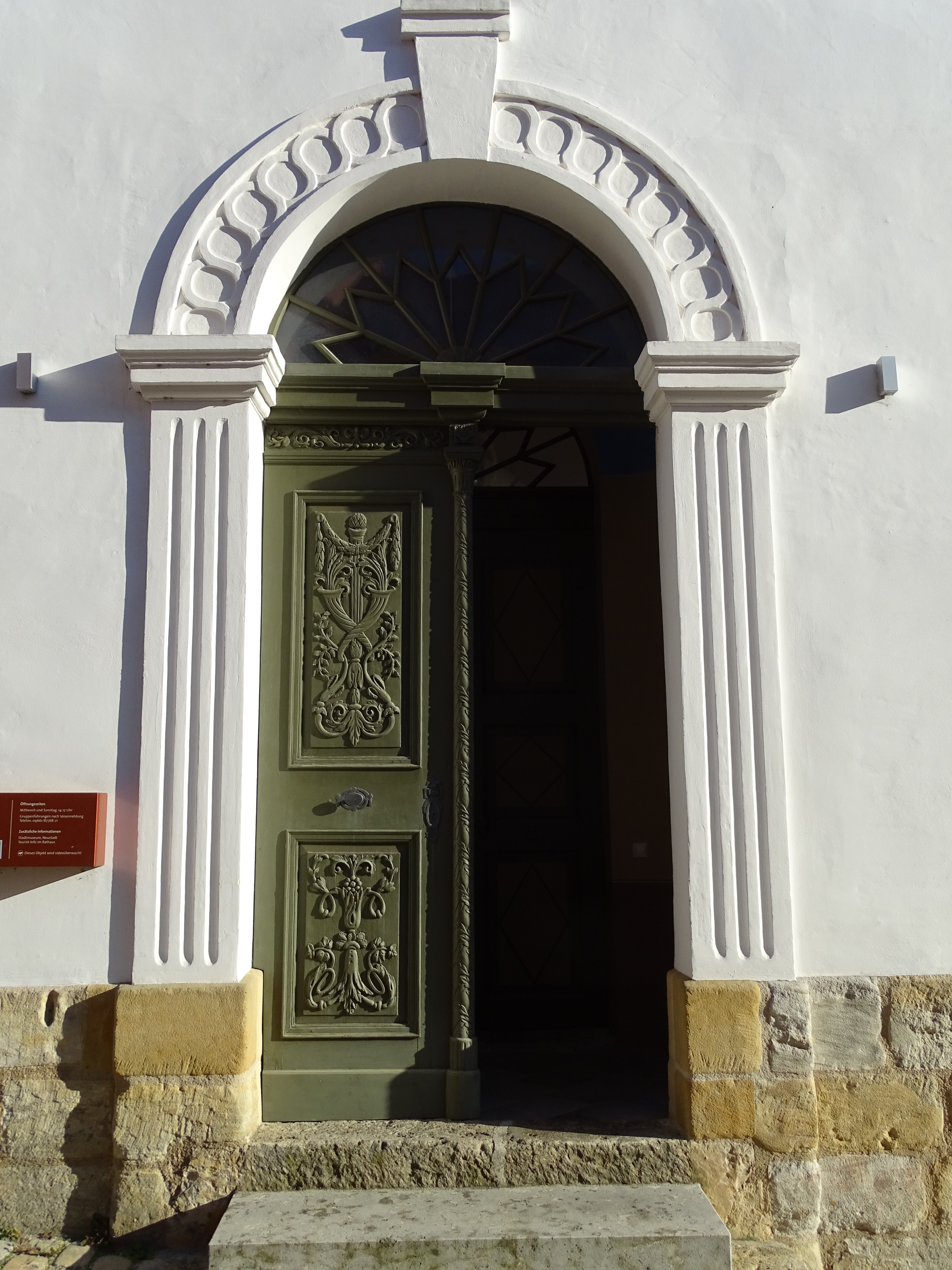
Erhaltenes Originalportal der Synagoge

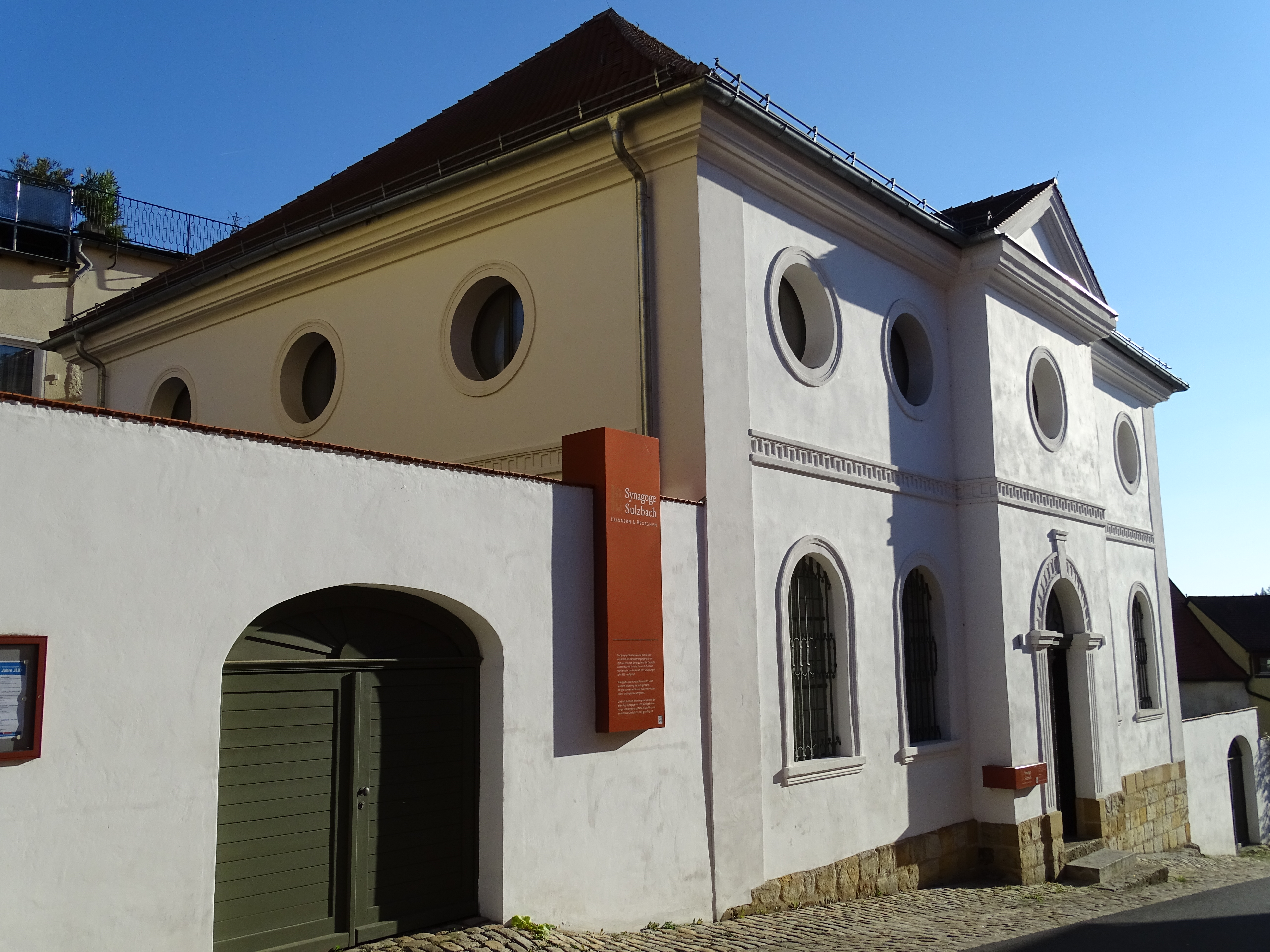
Sulzbacher Synagoge von außen

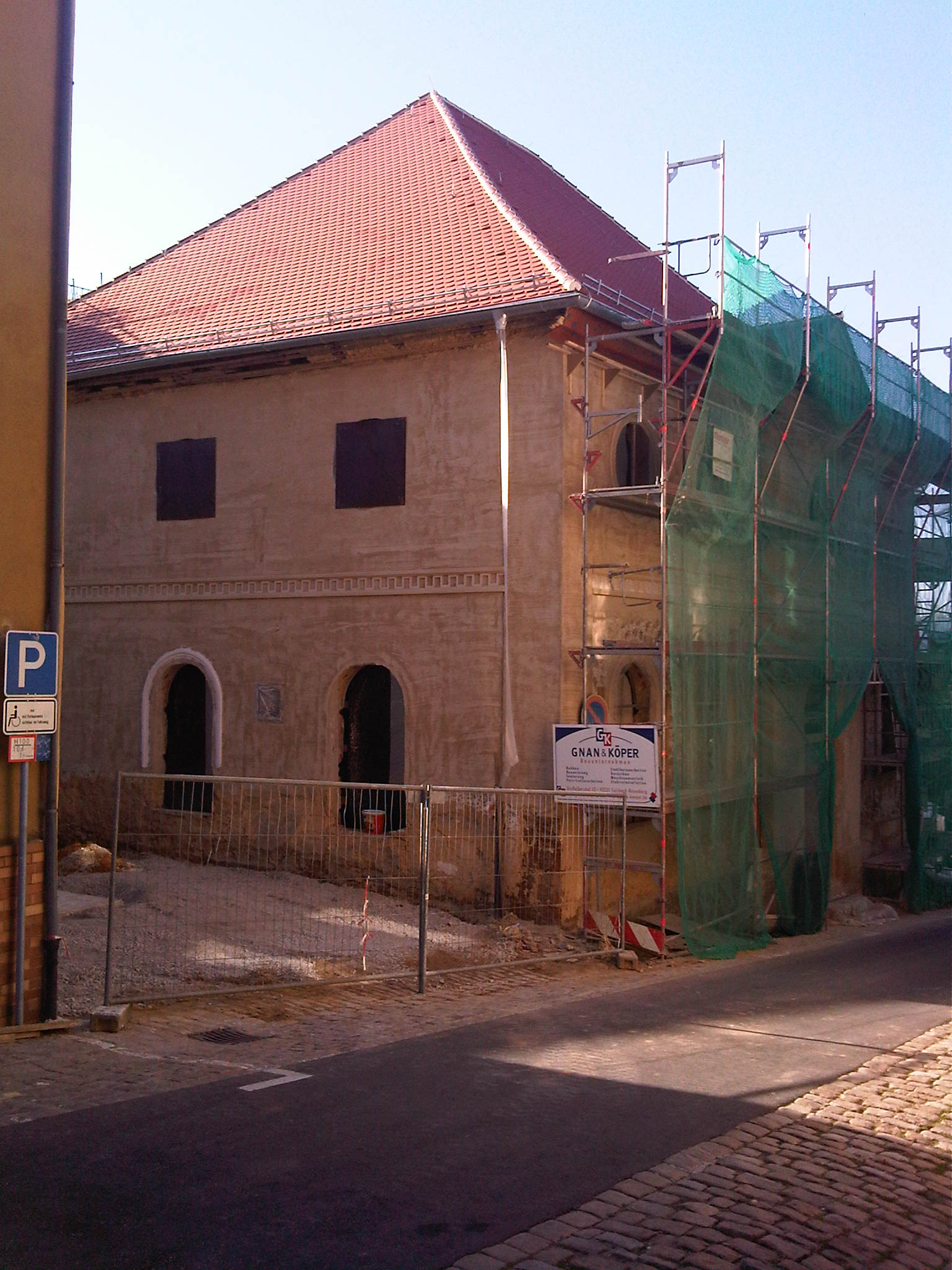
Stand der Sanierungsarbeiten im Oktober 2011

Die Synagoge wurde nach dem Sulzbacher Stadtbrand von 1822 auf der Basis des abgebrannten barocken Vorgängerbaues im klassizistischen Stil als Saalbau neu errichtet. 1824 wurde sie eingeweiht. Der Architekt der Prager Synagoge, Alfred Grotte, bezeichnete sie 1913 als „einen der schönsten Synagogenbauten Bayerns, vielleicht sogar Deutschlands.“
Die Überbauungen insbesondere aus den 1950er Jahren wurden im Rahmen einer Sanierung von 2010 bis 2013 rückgängig gemacht und der ursprüngliche Zustand wiederhergestellt. Bei der Voruntersuchung zur Sanierung kamen interessante Funde wie die Ecklisenen oder das Gurtgesims in Form eines „griechischen“ Zinnenmäanders sowie ein Hochzeitsstein an der Nordfassade zutage.

## Geschichte
Bis 1687 die erste Synagoge in Sulzbach errichtet wurde, traf sich die jüdische Gemeinde von Sulzbach in einem bei der jüdischen Familie Bloch eingerichteten Betsaal. Wegen des schlechten baulichen Zustandes wurde sie schon 1737 durch einen barocken Neubau in der heutigen Synagogenstraße ersetzt.
Im Stadtbrand von 1822 brannte dieser nieder. Finanziert durch Spenden konnte bereits am 31. August 1824 der heutige Bau eingeweiht werden. Nachdem sie über hundert Jahre das Zentrum der Sulzbacher Gemeinde gewesen war, wurde sie 1930 aufgegeben und an die Stadt Sulzbach zu einem symbolischen Preis verkauft.
Die Sulzbacher Torarolle aus dem 18. Jahrhundert wurde in die Synagoge in Amberg gebracht, wo sie die Novemberpogrome 1938 überstand und bis 2015 jahrzehntelang unbeachtet in einer Vitrine lag. Nach einer Restaurierung erfolgte die Fertigstellung im Rahmen eines Festaktes im deutschen Reichstag im Januar 2021, an dem unter anderem Bundeskanzlerin Angela Merkel teilnahm.
Die jüdische Gemeinde war inzwischen auf eine sehr kleine Gruppe zurückgegangen. Der Verkauf erfolgte unter der Auflage, dass das Synagogengebäude nur für kulturelle Zwecke genutzt werden dürfe. Daher wurde darin das Sulzbacher Heimatmuseum eingerichtet. Dieser Umstand bewahrte die Synagoge während der Novemberpogrome 1938 vor der Zerstörung.
Nach 1945 wurde das Synagogengebäude beschlagnahmt und der Organisation JRSO übertragen, die die Vermögen erbenloser jüdischer Opfer des Nationalsozialismus verwaltete. Diese verkaufte das Gebäude 1950 an Privatpersonen, die es 1951 in ein Wohnhaus umbauten. Die Originalsubstanz blieb dabei weitgehend erhalten.
Von 2008 bis 2013 wurde die Synagoge, gefördert mit Mitteln der Bayerischen Landesstiftung und des LEADER-Programmes, als Baudenkmal saniert und zu einem Begegnungszentrum umgebaut. Beim Festakt zur Einweihung am 31. Januar 2013 sprachen unter anderem Charlotte Knobloch als Vertreterin des Jüdischen Weltkongresses und der bayerische Kulturstaatssekretär Bernd Sibler zu den Gästen.